# 卢塞纳足球俱乐部
卢塞纳足球俱乐部（西班牙语：Lucena Club de Fútbol），西班牙卢塞纳市的一个足球俱乐部。该队成立于1968年。